# Yamaguchi Yoshiko
Yamaguchi Yoshiko (Xina, 12 de febrer de 1920 - Tòquio, 7 de setembre de 2014) fou una cantant i artista japonesa nascuda durant el control japonès de Manxúria. També fou coneguda com a Li Xianglan -nom artístic en xinès mandarí-, Ri Kouran -en japonès-, Yoshiko Ōtaka i Shirley Yamaguchi -en pel·lícules nord-americanes.

## Biografia
El seu pare, Yamaguchi Fumio, treballava als Ferrocarrils del Sud de Manxúria. Essent una artista que prometia i pel seu domini del xinès mandarí, els militars japonesos la van utilitzar com a instrument propagandístic i fou promocionada com “ la més gran star d'Àsia Oriental”. Va ser una de les representants del Mandopop (de "Mandarin popular music."). Acabada la Segona Guerra Mundial va ser detinguda i acusada de traïdora i col·laboracionista per les autoritats xineses, donada la seva participació en la Manchuria Motion Picture Corporation però com que es va poder demostrar que era japonesa d'aquesta manera va sortir-ne ben parada d'aquest tràngol; el seu origen nipó fou una sorpresa per a molts xinesos.
La seva carrera cinematogràfica i com a cantant es va desenvolupar a la Xina, el Japó, Hong Kong i als Estats Units. El 1974 fou elegida per a ser representant a la Cambra Alta del Parlament japonès durant 18 anys. També va col·laborar amb l'Asian Peace and Friendship Foundation for Women. Va estar casada amb l'escultor Isamu Noguchi del qual es va divorciar, i amb el diplomàtic Ōtaka Hiroshi. Va morir als 94 anys, per una insuficiència cardíaca a Tòquio.